# Grand Prix Itálie 1960
Grand Prix Itálie 1960 (oficiálně XXXI Gran Premio d'Italia) se jela na okruhu Autodromo Nazionale Monza v Monze v Itálii dne 4. září 1960. Závod byl devátým v pořadí v sezóně 1960 šampionátu Formule 1.

## Závod
| Poř.   | No. | Jezdec             | Konstruktér           | Počet kol | Čas/Odstoupení  | Pořadí na startu | Body |
| ------ | --- | ------------------ | --------------------- | --------- | --------------- | ---------------- | ---- |
| 1      | 20  | Phil Hill          | Ferrari               | 50        | 2:21:09.2       | 1                | 8    |
| 2      | 18  | Richie Ginther     | Ferrari               | 50        | + 2:27.6        | 2                | 6    |
| 3      | 16  | Willy Mairesse     | Ferrari               | 49        | + 1 kolo        | 3                | 4    |
| 4      | 2   | Giulio Cabianca    | Cooper-Castellotti    | 48        | + 2 kola        | 4                | 3    |
| 5      | 22  | Wolfgang von Trips | Ferrari               | 48        | + 2 kola        | 6                | 2    |
| 6      | 26  | Hans Herrmann      | Porsche               | 47        | + 3 kola        | 10               | 1    |
| 7      | 24  | Edgar Barth        | Porsche               | 47        | + 3 kola        | 12               |      |
| 8      | 12  | Piero Drogo        | Cooper-Climax         | 45        | + 5 kol         | 15               |      |
| 9      | 10  | Wolfgang Seidel    | Cooper-Climax         | 44        | + 6 kol         | 13               |      |
| 10     | 28  | Fred Gamble        | Behra-Porsche-Porsche | 41        | + 9 kol         | 14               |      |
| Ret    | 6   | Brian Naylor       | JBW-Maserati          | 41        | Převodovka      | 7                |      |
| Ret    | 34  | Alfonso Thiele     | Cooper-Maserati       | 32        | Převodovka      | 9                |      |
| Ret    | 4   | Gino Munaron       | Cooper-Castellotti    | 27        | Motor           | 8                |      |
| Ret    | 36  | Giorgio Scarlatti  | Cooper-Maserati       | 26        | Motor           | 5                |      |
| Ret    | 30  | Vic Wilson         | Cooper-Climax         | 23        | Motor           | 16               |      |
| Ret    | 8   | Arthur Owen        | Cooper-Climax         | 0         | Nehoda          | 11               |      |
| DNS    | 14  | Horace Gould       | Maserati              |           | Palivový systém |                  |      |
| Zdroj: |     |                    |                       |           |                 |                  |      |

## Průběžné pořadí po závodě
Pohár jezdců
|        | Pořadí | Jezdec        | Body |
| ------ | ------ | ------------- | ---- |
|        | 1      | Jack Brabham  | 40   |
|        | 2      | Bruce McLaren | 33   |
| 6      | 3      | Phil Hill     | 15   |
| 1      | 4      | Innes Ireland | 12   |
| 1      | 5      | Stirling Moss | 11   |
| Zdroj: |        |               |      |

Pohár konstruktérů
|        | Pořadí | Konstruktér     | Body    |
| ------ | ------ | --------------- | ------- |
|        | 1      | Cooper-Climax   | 48 (54) |
|        | 2      | Lotus-Climax    | 28 (29) |
|        | 3      | Ferrari         | 26 (27) |
|        | 4      | BRM             | 6       |
|        | 5      | Cooper-Maserati | 3       |
| Zdroj: |        |                 |         |